# Międzynarodowa Agencja Badań nad Rakiem
Międzynarodowa Agencja Badań nad Rakiem, IARC (od ang. International Agency for Research on Cancer) – agenda WHO mieszcząca się w Lyonie we Francji i zajmująca się koordynacją międzynarodowych badań nad nowotworami złośliwymi.
Opracowała, między innymi, klasyfikację czynników i substancji rakotwórczych:
- grupa 1: substancje rakotwórcze dla człowieka (np. chlorek winylu[4])
- grupa 2A: substancje prawdopodobnie rakotwórcze dla człowieka
- grupa 2B: substancje możliwie rakotwórcze dla człowieka (np. chlorek metylenu[5])
- grupa 3: substancje niemożliwe do zaklasyfikowania jako rakotwórcze dla człowieka
- grupa 4: substancje prawdopodobnie nierakotwórcze dla człowieka